# Варшавски трамвај
Трамвајска мрежа Варшаве је систем који опслужује трећину Варшаве и опслужује половину становништва града.  Управља са 726 возила  и други је по величини систем у земљи (после шлеског система).  Постоји око 25 редовних линија, које чине део градског интегрисаног система јавног превоза који организује Варшавска саобраћајна управа. 

## Возни парк
| Слика | Тип                   |
| ----- | --------------------- |
|       | Konstal 105Na         |
|       | Konstal 105N2k/2000   |
|       | HCP 123N              |
|       | Konstal 112N          |
|       | Konstal 116N/116Na    |
|       | Pesa 120N             |
|       | Pesa Swing(120Na)     |
|       | Pesa Swing (120NaDuo) |
|       | Pesa Jazz Duo (128N)  |
|       | PESA 134N             |
|       | Hyundai Rotem 140N    |
|       | Hyundai Rotem 141N    |
|       | Hyundai Rotem 142N    |

## Карте
Постоји јединствен систем цена за сваки вид превоза. Карте се могу купити на аутоматима и киосцима широм града, као и путем апликације за телефон. 

## Листа линија
Ово је листа трамвајских линија у Варшави. Од 2015. било је неколико затварања колосека широм трамвајског система, због изградње друге линије метроа . На овој листи су приказане трамвајске линије које раде од 30. октобра 2023.
| Број линије | Мапа |
| ----------- | ---- |
| 1           |      |
| 2           |      |
| 3           |      |
| 4           |      |
| 6           |      |
| 7           |      |
| 9           |      |
| 10          |      |
| 11          |      |
| 13          |      |
| 14          |      |
| 15          |      |
| 16          |      |
| 17          |      |
| 18          |      |
| 20          |      |
| 22          |      |
| 23          |      |
| 24          |      |
| 25          |      |
| 26          |      |
| 27          |      |
| 28          |      |
| 31          |      |
| 33          |      |
| 36          |      |

Стандардно кретање је сваких 8 минута у вршним сатима и сваких 12 минута ван шпица, али трамваји на линијама 1, 9, 17, 31 и 33 саобраћају сваких 4-6 минута. Линија 2 има најфреквентнији саобраћај са трамвајима на свака 2 минута у вршним сатима.